# Tim Wiesner
Tim Wiesner (* 21. November 1996 in Dortmund) ist ein deutscher Fußballtorwart. Er stand zuletzt beim SC Verl unter Vertrag.

## Karriere
Tim Wiesner spielte als Jugendlicher zunächst in Bochum für den DJK TuS Hordel. Anschließend stand er im Nachwuchsbereich beim FC Schalke 04 und bei Rot-Weiss Essen zwischen den Pfosten, ehe er 2014 zu Fortuna Düsseldorf wechselte. Dort rückte er 2015 in die Profimannschaft auf, in der er meist als dritter Torhüter fungierte.
Aufgrund mehrerer Verletzungen blieb es bei einem einzigen Profieinsatz am 2. Oktober 2017 im Zweitligaspiel gegen den MSV Duisburg (3:1). Er wurde für den verletzten Raphael Wolf eingewechselt.
Nachdem sein Vertrag für die erste Mannschaft mit der Saison 2019/20 geendet hatte, erhielt er einen Vertrag mit einer Laufzeit von einem Jahr für die zweite Mannschaft. Im Sommer 2021 wechselte er in die 3. Liga zum VfL Osnabrück. Bis Anfang Februar 2022 stand er lediglich in einem Spiel des Niedersachsenpokals zwischen den Pfosten. Im Sommer 2022 wechselte er ligaintern zum SC Verl. wo er dann die letzten zwölf Partien in der 3. Liga, nachdem Niclas Thiede sich verletzt hatte, bestritt. Sein im Sommer 2023 auslaufender Vertrag wurde jedoch nicht verlängert. Anfang August 2023 unterschrieb er doch einen neuen Vertrag in Verl. Diesen löste er Anfang September 2023 wieder auf und unterbrach damit seine Profikarriere, um sich zunächst auf sein Studium zu konzentrieren.